# Јерг Мојтен
Јерг Хуберт Мојтен (Есен, 29. јул 1961) је немачки професор, економије и политичар из странке Алтернатива за Немачку
Досад са Фрауке Петри и тренутно са Александер Гауландом је председник ове странке.

## Биографија
Након матуре студирао је на униврезитету Јохан Гутенберг у Мајнцу на народној привреди а затим је народну привреду и финансије предавао на високој државној школи у Келу где је у прошлости био декан